# Greatest Hits (Five album)
Greatest Hits là album biên soạn của nhóm nhạc pop hip hop rap Five, được phát hành vào ngày 19/11/2001.
Được quản lý sản xuất bởi Simon Cowell và tập hợp các ca khúc nổi bật từ 3 album phòng thu trước đó của nhóm, album này đạt được vị trí thứ 9 trong UK Albums Chart và nhận được đĩa bạch kim từ BPI.

## Danh sách các track
| STT | Nhan đề                                             | Sáng tác | Original album    | Thời lượng |
| --- | --------------------------------------------------- | --- | ----------------- | ---------- |
| 1.  | "We Will Rock You (Radio Edit)"                     | Brian May, J Brown, Abz Love | Invincible (1999) | 3:09       |
| 2.  | "Keep On Movin'"                                    | Richard Stannard, Julian Gallagher, Sean Conlon, Love, Brown | Invincible (1999) | 3:17       |
| 3.  | "If Ya Gettin' Down"                                | Stannard, Gallagher, Conlon, Love, Brown, Mike Cleveland | Invincible (1999) | 3:00       |
| 4.  | "Everybody Get Up (Radio Edit)"                     | Alan Merrill, Jake Hooker, Herbie Crichlow, Five | 5ive (1998)       | 3:05       |
| 5.  | "Let's Dance (Radio Edit)"                          | Stannard, Gallagher, Ash Howes, Martin Harrington, Love, Brown, Conlon                                                                                            | Kingsize (2001)   | 3:38       |
| 6.  | "Rock the Party (Single Remix)"                     | Stannard, Gallagher, Love, Brown, Conlon, Barry Gibb | Kingsize (2001)   | 2:49       |
| 7.  | "Got The Feelin' (Radio Edit)"                      | Stannard, Gallagher, Five | 5ive (1998)       | 3:29       |
| 8.  | "When The Lights Go Out (Radio Edit)"               | Eliot Kennedy, Tim Lever, Mike Percy, John McClaughlin, Five | 5ive (1998)       | 4:11       |
| 9.  | "Closer to Me (Single Remix)"                       | Stannard, Gallagher, Howes, Harrington, Breen, Brown | Kingsize (2001)   | 4:30       |
| 10. | "Until the Time is Through (Radio Edit)"            | Max Martin, Andreas Carlsson | 5ive (1998)       | 4:10       |
| 11. | "Don't Wanna Let You Go"                            | Stannard, Gallagher, Conlon, Love, Brown | Invincible (1999) | 3:37       |
| 12. | "Slam Dunk (Da Funk)"                               | Denniz Pop, Martin, Crichlow, Jake Schulze | 5ive (1998)       | 3:36       |
| 13. | "It's the Things You Do"                            | Martin, George Shahin, Crichlow, Five | 5ive (1998)       | 3:37       |
| 14. | "When I Remember When"                              | Shelly Peiken, Jud Friedman | 5ive (1998)       | 3:59       |
| 15. | "Inspector Gadget"                                  | Stannard, Gallagher, Love, Brown, Steve Lewinson, Richard Norris                                                                                                  | Invincible (1999) | 2:51       |
| 16. | "Set Me Free"                                       | Mikkel Storleer Eriksen, Hallgeir Rustan, Tor Erik Hermansen, Ritchie Neville, Scott Robinson                                                                     | N/A               | 2:55       |
| 17. | "Keep on Movin'" (2002 FIFA World Cup Remix)        | Stannard, Gallagher, Brown, Conlon, Love | N/A               | 3:40       |
| 18. | "Five Greatest Hits Megamix" (Jewels & Stone Remix) | May, Merrill, Hooker, Five, Stannard, Gallagher, Pop, Martin, Crichlow, Schulze, Carlsson, Kennedy, Lever, Percy, McClaughlin, Gibb, Cleveland, Howes, Harrington | N/A               | 11:00      |